# Siarhiej Abłamiejka
Siarhiej Ablamiejka (biał. Сяргей Уладзімеравіч Абламейка, ros. Сергей Владимирович Абламейко, ur. 24 września 1956 w Woronowie na Grodzieńszczyźnie) – białoruski matematyk, członek Narodowej Akademii Nauk Białorusi, od 2008 rektor Białoruskiego Uniwersytetu Państwowego. 
W 1978 ukończył matematykę na Uniwersytecie Państwowym Białoruskiej SRR w Mińsku. W tym samym roku podjął pracę w Instytucie Cybernetyki Technicznej Akademii Nauk Białoruskiej SRR (obecnie: Zjednoczony Instytut Zagadnień Informatycznych Narodowej Akademii Nauk Białorusi), którą kontynuował do października 2008. 
W 1984 uzyskał stopień kandydata nauk (według polskiej terminologii - doktora), a sześć lat później - doktora nauk (doktora habilitowanego). W 1992 przyznano mu tytuł profesora. W 2004 wszedł w skład Narodowej Akademii Nauk Białorusi jako jej członek korespondencyjny. W tym samym roku zarządzeniem prezydenta Republiki Białoruś został członkiem Prezydium Akademii. Od stycznia 2005 pełnił urząd sekretarza Wydziału Fizyki, Matematyki i Informatyki NANB. 
31 października 2008 prezydent Łukaszenka mianował go rektorem Białoruskiego Uniwersytetu Państwowego. 
Ma na swoim koncie ponad 350 prac naukowych, w tej liczbie 11 monografii (trzy z nich wydano zagranicą: w Polsce, Wielkiej Brytanii i USA).
W 2002 przyznano mu białoruską nagrodę państwową w dziedzinie nauki i techniki. Wcześniej był m.in. laureatem nagrody Komsomołu Białoruskiej SRR (1990), nagrody NANB za najlepszą monografię (1998) oraz nagrody tej samej instytucji za serię prac Medyczne technologie informatyczne i systemy (2007). W 2007 został uhonorowany medalem im. Franciszka Skaryny.